# دانيال موجسوف
دانيال موجسوف هو لاعب كرة قدم شمال مقدوني في مركز الدفاع، ولد في 25 ديسمبر 1987 في كافادارشي في مقدونيا الشمالية. شارك مع منتخب مقدونيا الشمالية تحت 21 سنة لكرة القدم ومنتخب مقدونيا الشمالية لكرة القدم. أما مع النوادي، فقد لعب مع أضنة دمير سبور واف كي مقدونيا وليرس ونادي أيك لارنكا ونادي بران ونادي فاردار ونادي فويفودينا.

## وصلات خارجية
- دانيال موجسوف على موقع الاتحاد الأوربي (الإنجليزية)
- دانيال موجسوف على موقع اتحاد تركيا (لاعب) (الإنجليزية)
- دانيال موجسوف على موقع قاعدة بيانات كرة القدم.إي يو (الإنجليزية)
- دانيال موجسوف على موقع ناشيونال فوتبول تيمز (الإنجليزية)
- دانيال موجسوف على موقع Soccerway.com (الإنجليزية)
- دانيال موجسوف على موقع عالم كرة القدم.نت (الإنجليزية)
- دانيال موجسوف على موقع AS.com (الإسبانية)